# Premio Gerhard Löwenthal
El Premio Gerhard Löwenthal (en alemán: Gerhard-Löwenthal-Preis) es un premio al "periodismo libre y conservador" (freiheitlich-konservativen Journalismus) en Alemania. Dotado por la "Fundación Alemana para la Educación e Investigación Conservadoras" (Förderstiftung Konservative Bildung und Forschung), se otorga en cooperación con el periódico nacional conservador Junge Freiheit e Ingeborg Löwenthal, viuda del periodista conservador y sobreviviente del Holocausto Gerhard Löwenthal. Emitido anualmente entre 2004 y 2009, desde entonces se ha otorgado solo cada dos años.

## Destinatarios del Premio Gerhard Löwenthal
Los destinatarios del premio han sido: 
- 2004 - Thorsten Hinz, escribe para Preußische Allgemeine Zeitung y Sezession
- 2005 - Stefan Scheil, historiador
- 2006 - Thomas Paulwitz, fundador de la revista Deutsche Sprachwelt
- 2007 - Andreas Krause Landt, fundador de Landt Verlag
- 2008 - Ellen Kositza, autora
- 2009 - André F. Lichtschlag, fundador de la revista eigentümlich frei
- 2011 - Michael Paulwitz, escribe para Sezession
- 2013 - Birgit Kelle, periodista
- 2015 - Martin Voigt, freelance
- 2017 - Sabatina James, periodista

## Destinatarios del premio honorífico Gerhard Löwenthal
Se ha otorgado un premio honorífico especial a: 
- 2004 - Herbert Fleissner
- 2005 - Caspar von Schrenck-Notzing
- 2006 - Elisabeth Noelle-Neumann
- 2007 - Wolf Jobst Siedler
- 2008 - Peter Scholl-Latour
- 2009 - Helmut Matthies
- 2011 - Ernst Nolte
- 2013 - Karl Feldmeyer
- 2015 - Heimo Schwilk
- 2017 - Bruno Bandulet